# Кошийн
Кошийн (на английски: Kosheen) е британска трип-хоп, дръм енд бейс, рок група от Бристъл, Англия.
Триото се състои от Марки Събстънс (роден Марк Морисън, 1974 г.), Дарън Декоудър (роден Дарън Бийл, 1974 г.) и Шиан Евънс (1973 г.). Името на групата е комбинация от японските думи за стар (古, ко) и нов (新, шин).

## История

### Resist (1999 – 2002)
Първият албум на групата е Resist (издаден през септември 2001 г. от Мокша и Би Ем Джи), достига 8-о място в британската класация за албуми), от който са издадени синглите (Slip And Slide) Suicide, Hide U, Catch, Hungry и Harder. Resist е усърдно промотиран в международната надпревара Нокия Гейм през 2002 г.
1. Demonstrate
2. Hide U
3. Catch
4. Cover
5. Harder
6. (Slip & Slide) Suicide
7. Empty Skies
8. I Want It All
9. Resist
10. Repeat to Fade
11. Hungry
12. Face in a Crowd
13. Pride
14. Cruelty
15. Let Go
16. Playing Games
17. Gone

### Kokopelli (2003 – 2005)
Вторият им албум Kokopelli (издаден август 2003 от Мокша и Сони) и кръстен на дух от северноамериканската митология) е доста по-малко дръм енд бейс ориентиран спрямо дебюта им и се концентрира като цяло повече на китарните рифове и по-мрачните текстове. Албумът се представя по-добре от Resist в британската класация за албуми, достигайки 7-о място, но за сметка на това не се продава толкова добре, колко предхождащия го. Сингълът All In My Head също достига 7-а позиция.
1. Wasting My Time
2. All In My Head (Radio Edit)
3. Crawling
4. Avalanche
5. Blue Eyed Boy
6. Suzy May
7. Swamp
8. Wish
9. Coming Home
10. Ages
11. Recovery
12. Little Boy

### Damage (2007)
Третият им албум Damage е издаден в Европа от Universal Germany през март 2007 година. Британското издание на албума, което включва две бонус песни, е издадено от техния дългогодишен лейбъл Moksha Recordings през септември 2007.
1. Damage (6:30)
2. Overkill (3:38)
3. Like A Book (3:35)
4. Same Ground Again (4:40)
5. Guilty (3:30)
6. Chances (3:35)
7. Out Of This World (4:51)
8. Wish You Were Here (4:57)
9. Thief (4:36)
10. Under Fire (3:58)
11. Not Enough Love (5:17)
12. Cruel Heart (4:14)
13. Marching Orders (5:01)
14. Your Life (4:03)

## Сингли и видеоклипове
- 1999 – Yes Men
- 1999 – Dangerous Waters
- 2000 – Hide U/Empty Skies
- 2000 – Catch
- 2001 – (Slip And Slide) Suicide
- 2001 – Hide U (Remix)
- 2001 – Catch (преиздаден)
- 2002 – Hungry
- 2002 – Harder
- 2003 – All In My Head
- 2003 – Wasting My Time
- 2004 – Avalanche
- 2007 – Overkill (Is It Over Now?)
- 2007 – Guilty